# Valpalmas
Valpalmas (Val Palmas o Balpalmas en aragonés) es un municipio español de la provincia de Zaragoza perteneciente a la comarca de las Cinco Villas y al partido judicial de Ejea de los Caballeros, en Aragón. Tiene una población de 140 habitantes (INE, 2019).

## Geografía
El término municipal de Valpalmas linda por el norte, por el sur y por el oeste con el de Luna, y por el este con los de Piedratajada y Puendeluna.
Respecto de la hidrografía, se encuentra atravesado de norte a sur por el barranco de Barluenga, que desemboca en el barranco de Catinaque, ya en término de Luna, y este, a su vez, desagua en el arba de Biel, uno de los dos brazos del río Arba.

## Aguarales de Valpalmas

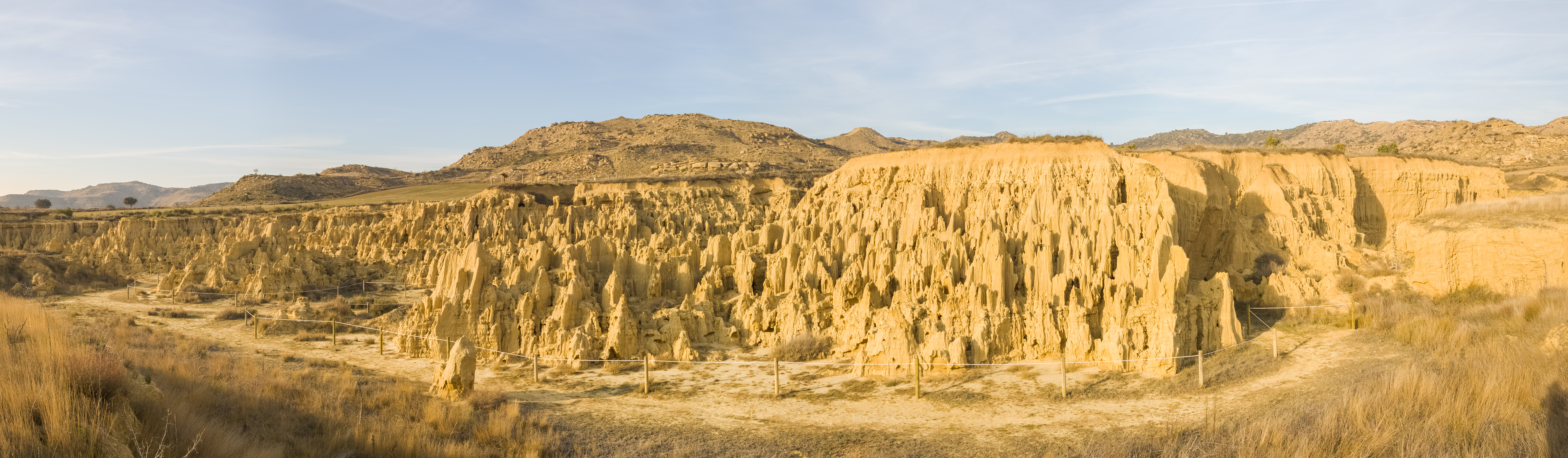
Aguarales de Valpalmas

Los Aguarales de Valpalmas son una interesante, frágil y dinámica formación geológica, resultado de flujos de agua sobre material poco resistente, en un proceso conocido como piping («formación de tubos»). Los Aguarales, fenómeno conocido también como Chimenea de hadas, se pueden contemplar a 1,5 km del municipio.

## Demografía
Valpalmas cuenta con una población de 126 habitantes (INE 2024).
| Gráfica de evolución demográfica de Valpalmas entre 1842 y 2021                                                     |
| |
| Población de derecho según los censos de población del INE Población de hecho según los censos de población del INE |

Datos demográficos de Valpalmas entre 1842 y 2009:

## Administración y política
| Período   | Alcalde                 | Partido |  |
| --------- | ----------------------- | ------- |  |
| 1979-1983 | Ismael Gállego Alastuey | UCD     |  |
| 1983-1987 | Ismael Gállego Alastuey | PAR     |  |
| 1987-1991 | José Arasco             | PAR     |  |
| 1991-1995 | José Arasco             | PAR     |  |
| 1995-1999 | José Arasco             | PAR     |  |
| 1999-2003 | José Arasco             | PAR     |  |
| 2003-2007 | Jesús Recio Arenaz      | PSOE    |  |
| 2007-2011 | José Lafuente Dieste    | PSOE    |  |
| 2011-2015 | José Lafuente Dieste    | PAR     |  |
| 2015-2019 | José Lafuente Dieste    | PAR     |  |

| Partido político    | Partido político                                   | 2003   | 2007   | 2011   | 2015   |
| Partido político    | Partido político                                   | Ediles | Ediles | Ediles | Ediles |
|                     | Partido Aragonés (PAR)                             | 2      | —      | 3      | 4      |
|                     | Partido Popular de Aragón (PP)                     | —      | —      | 1      | 1      |
|                     | Partido de los Socialistas de Aragón (PSOE-Aragón) | 3      | 5      | 1      | —      |
|                     | Chunta Aragonesista (CHA)                          | —      | —      | —      | —      |
|                     | Izquierda Unida (IU)                               | —      | —      | —      | —      |
| Total de concejales | Total de concejales                                | 5      | 5      | 5      | 5      |

## Patrimonio arquitectónico
- Iglesia parroquial de San Hipólito, del siglo XVIII.
- Cuenta con diversas casas señoriales.

## Patrimonio natural
Destacan los Aguarales de Valpalmas.

## Cultura
Valpalmas cuenta con un Centro de Interpretación Ramón y Cajal, consagrado a la figura de Santiago Ramón y Cajal, quien residió de joven en Valpalmas con sus padres entre 1856 y 1860, inaugurado en mayo de 2003.

## Fiestas
- 20 de enero: San Sebastián.
- 1 de mayo: romería al santuario de la Virgen de Monlora.
- 9 de mayo: San Gregorio.
- 13 de agosto: San Hipólito.
- 4 de diciembre: Santa Bárbara.

## Instalaciones deportivas
Valpalmas cuenta con una reciente y moderna pista de pádel así como una pista deportiva y una piscina municipal. También cuenta con un monte ideal para practicar bicicleta de montaña llamado Las carboneras, que es conocido por la infinidad de rutas y su paisaje natural.
En 2017 se inaugura el campo municipal San Gregorio, un campo de fútbol en la actualidad de tierra en el que juega el Valpalmas FC.